# Cantone di Aixe-sur-Vienne
Il Cantone di Aixe-sur-Vienne è una divisione amministrativa dell'arrondissement di Limoges.
A seguito della riforma approvata con decreto del 20 febbraio 2014, che ha avuto attuazione dopo le elezioni dipartimentali del 2015, non ha subìto modifiche.

## Composizione
Comprende i comuni di:
- Aixe-sur-Vienne
- Beynac
- Bosmie-l'Aiguille
- Burgnac
- Jourgnac
- Saint-Martin-le-Vieux
- Saint-Priest-sous-Aixe
- Saint-Yrieix-sous-Aixe
- Séreilhac
- Verneuil-sur-Vienne